# Río Durazno
Le Río Durazno est un cours d'eau du centre-ouest de l'Argentine qui coule sur le territoire de la province de La Rioja. C'est un affluent du río Mayuyana (ou río Grande) en rive droite. Il fait partie du bassin endoréique de la vallée Valle Antinaco-Los Colorados dont les eaux se perdent dans les Desagües de Los Colorados, au sud de la ville de La Rioja.

## Géographie
Le río Durazno naît en province de La Rioja sur les versants orientaux de la Sierra de Famatina qui fait partie des sierras subandines. Plus précisément, il provient des glaciers couronnant le très haut sommet de la chaîne, le Cerro General Belgrano (6 250 mètres d'altitude). Le río est issu avant tout de la fonte des glaciers et des neiges de la zone. Il se dirige globalement de l'ouest vers l'est, enserré dans une étroite vallée.
À l'est, cette vallée s'élargit progressivement et s'ouvre sur l'oasis de Chilecito, chef-lieu du département homonyme situé à quelque 30 kilomètres au sud de la petite ville de Famatina, irriguée elle aussi par une rivière issue de la même sierra de Famatina, le río Famatina.
Peu après avoir baigné la ville, ce qui reste d'eau de la rivière rejoint le río Mayuyana (ou río Grande) qui joue le rôle de collecteur de toutes les rivières et ruisseaux nés du versant oriental de la sierra de Famatina.
La superficie de son bassin versant est de 312 km2.

## Villes traversées
- Chilecito

## Régime
Le río Durazno est un cours d'eau de régime glaciaire, avec un débit maximal pendant les mois d'été. 

## Hydrométrie - Les débits mensuels à Chilecito
Les débits de la rivière ont été observés sur une période de 4 ans (1949-1952) à la station hydrométrique de Chilecito, peu avant son confluent avec le río Mayuyana. La superficie prise en compte pour ces mesures est de plus ou moins 312 km2 . 
À Chilecito, le débit annuel moyen ou module observé sur cette période était de 0,90 m3/s.
La lame d'eau écoulée dans cette partie du bassin versant - de loin la plus importante du point de vue de l'écoulement - atteint ainsi le chiffre de 91,4 millimètres par an, chiffre à considérer comme élevé dans cette région très desséchée d'Argentine.
Le río Durazno est un cours d'eau né essentiellement de la fonte de glaciers de montagne. Il se caractérise de ce fait par une grande régularité et de faibles variations tant saisonnières qu'annuelles. On note cependant quelques précipitations estivales (février surtout), comme dans l'ensemble des régions du nord-ouest argentin. Le río présente deux saisons peu marquées. Les hautes eaux, correspondant à l'été et au début de l'automne austral, se déroulent de janvier à mars inclus lorsque la fonte est maximale. Dès le mois de mars le débit de la rivière baisse progressivement, mais garde un débit fort appréciable durant la saison des basses eaux qui a lieu de mai à décembre.
Le débit moyen mensuel observé en novembre (minimum d'étiage) atteint 0,45 m3/s, soit sept fois moins que le débit moyen du mois de février (3,22 m3/s), ce qui montre une amplitude des variations saisonnières modérée. 